# Водогино (Вологодская область)
Водогино — деревня в Вологодском районе Вологодской области.
Входит в состав Лесковского сельского поселения, с точки зрения административно-территориального деления — в Лесковский сельсовет.
Расстояние по автодороге до районного центра Вологды — 17 км, до центра муниципального образования Лесково — 2 км. Ближайшие населённые пункты — Починок, Юрьево, Отрадное, Марково, Кедрово.
По переписи 2002 года население — 28 человек (10 мужчин, 18 женщин). Всё население — русские.